# Torneo de Houston 2023
El U.S. Men's Clay Court Championships 2023 fue un torneo de tenis que perteneció a la ATP en la categoría de ATP Tour 250. Se disputó entre el 3 y el 9 de abril de 2023 sobre polvo de ladrillo en el River Oaks Country Club en Houston (Estados Unidos).

## Distribución de puntos
| Modalidad            | Campeón | Finalista | Semifinales | Cuartos de final | 2ª ronda | 1ª ronda | Clasificados | 2ª ronda de clasificación | 1ª ronda de clasificación |
| Individual masculino | 250     | 165       | 100         | 50               | 25       | 0        | 13           | 7                         | 0                         |
| Dobles masculino     | 250     | 150       | 90          | 45               | 20       | 0        | -            | -                         | -                         |

## Cabezas de serie

### Individuales masculino
| Tenista                 | Ranking | Preclasificado |
| Frances Tiafoe          | 14      | 1              |
| Tommy Paul              | 19      | 2              |
| Brandon Nakashima       | 45      | 3              |
| John Isner              | 46      | 4              |
| Jeffrey John Wolf       | 50      | 5              |
| Jason Kubler            | 70      | 6              |
| Marcos Giron            | 71      | 7              |
| Tomás Martín Etcheverry | 73      | 8              |

- Ranking del 20 de marzo de 2023.[2]

### Dobles masculino
| Tenista                           | Ranking | Preclasificado |
| Rinky Hijikata Jason Kubler       | 69      | 1              |
| Nathaniel Lammons Jackson Withrow | 83      | 2              |
| Julian Cash Henry Patten          | 122     | 3              |
| André Göransson Ben McLachlan     | 125     | 4              |

## Campeones

### Individual masculino
Frances Tiafoe venció a  Tomás Martín Etcheverry por 7-6(7-1), 7-6(8-6)

### Dobles masculino
Max Purcell /  Jordan Thompson vencieron a  Julian Cash /  Henry Patten por 4-6, 6-4, [10-5]